# The Graphic
The Graphic — британская еженедельная иллюстрированная газета, выпускавшаяся с 4 декабря 1869 года по 14 июля 1932 года. Издавалась компанией Illustrated Newspapers Limited Уильяма Лусона Томаса. Обладала огромным влиянием в мире искусства того времени, среди её многочисленных поклонников были Винсент ван Гог и Хьюберт фон Херкомер. Продолжала публиковаться еженедельно под этим названием до 23 апреля 1932 года, а затем с 28 апреля по 14 июля 1932 года под названием «The National Graphic». Всего было издано 3266 выпусков. Также с 1890 по 1926 год компания Лусона Томаса, HR Baines and Co., издавала The Daily Graphic.

## История
The Graphic была основана Уильямом Лусоном Томасом, успешным художником, гравёром по дереву и социальным реформатором. Ранее со своими братом и зятем они запустили две газеты в Нью-Йорке: Picture Gallery и Republic. У Томаса также была собственная гравировальная мастерская, и при поддержке большого штата он иллюстрировал и гравировал многочисленные работы.
Раздраженный и даже возмущенный тем, что художники сочувствовали одной из самых успешных в мире иллюстрированной газете The Illustrated London News, и имея навыки ведения бизнеса, Лусон Томас решил создать оппозиционное издание. Его иллюстрированная газета, несмотря на то, что стоила дороже конкурентов, сразу же стала успешной.

## Содержание
Газета начала печататься в 1869 году в арендованном здании. Но уже к 1882 году компания владела тремя зданиями и двадцатью типографиями с общим штатом более 1000 человек. Первым редактором был Генри Сазерленд Эдвардс.
Сам успешный художник, основатель Томас нанимал талантливых художников, в том числе Люка Филдеса, Хьюберта фон Геркомера, Фрэнка Холла и Джона Милле.
The Graphic выходила по субботам, и её первоначальная цена была шесть пенсов, в то время как Illustrated London News стоила пять пенсов. В первый год газета описывала себя рекламодателям как «превосходную иллюстрированную еженедельную газету из двадцати четырёх страниц, напечатанную на тонкой тонированной бумаге прекрасного качества, созданную специально для целей иллюстрации и превосходно приспособленную печати гравировки».
В дополнение к внутреннему рынку у газеты были подписчики по всей Британской империи и Северной Америке. The Graphic освещала как локальные новости, так и новости со всей Империи и уделяла много внимания литературе, искусству, наукам, моде, спорту, музыке и опере. Также освещались королевские праздники, национальные праздники и церемонии.

### Художники
Среди художников, работавших над The Graphic и The Daily Graphic в конце XIX и начале XX века, были Хелен Аллингем, Эдмунд Блампид, Александр Бойд, Фрэнк Брангвин, Рэндольф Колдекотт, Джон Чарльз Доллман, Джеймс Х. Дауд, Годфрой Дюран, Люк Филдс, Гарри Фурнисс, Джон Персиваль Гюлих, Джордж дю Мурье, Фил Мэй, Джордж Перси Джекомб-Худ, Эрнест Пратер, Леонард Рейвен-Хилл, Сидни Сим, Снаффлс (Чарльз Джонсон Пейн), Джордж Стампа, Эдмунд Салливан, Берт Томас, Ф. Х. Таунсенд, Харрисон Вейр и Генри Вудс.

### Писатели
В число авторов статей входили Джордж Элиот, Томас Харди, Райдер Хаггард и Энтони Троллоп. Малкольм Чарльз Саламан работал там с 1890 по 1899 год. Беатрис Гримшо путешествовала по южной части Тихого океана, рассказывая о своих впечатлениях Daily Graphic. Мэри Фрэнсис Биллингтон работала в The Graphic в качестве специального корреспондента с 1890 по 1897, присылая из Индии статьи для рубрики Женщины в Индии (1895).

## Еженедельные темы
- Темы недели: 12 параграфов новостей.
- Развлечения: обзор мероприятий на неделю для читателя среднего класса.
- Наши иллюстрации: краткое изложение всех иллюстраций в издании.
- Главная: сводка новостей в Британии.
- Церковные новости
- Правовые вопросы: судебные процессы и дела, представляющие интерес для читателя.
- Еженедельный роман кого-либо из популярных авторов того времени, таких как Уильям Блэк (по-видимому, с 1880-х годов).
- Обзоры и отзывы о книгах
- Краткое изложение новых достижений в науке.
- Сельские заметки: информация о сезоне и советы по выращиванию сельскохозяйственных культур, а также другие новости, касающиеся безудержных волнений сельскохозяйственных рабочих.
- Новая музыка: обзоры новейшей музыки и мюзиклов.
- Некрологи: церковных деятелей, фабрикантов, европейских королевских особ, музыкантов и выдающихся викторианцев.
- Спорт: освещение футбола и крикета (с Гилбертом Грейсом)
- Автомобилизм: в 1903—1908 гг. Дороти Левитт, «Самая быстрая девушка на Земле», писала колонку с точки зрения «права женщины водить». Сборник её статей лег в основу книги «Женщина и машина: маленький болтливый справочник для всех женщин, которые водят или хотят водить» в 1907/1909.

Было по крайней мере три страницы, посвященных рекламе, с обилием рекламы зубной пасты, мыльных продуктов и таблеток «чудодейственного лечения».

## Инновации
Дизайн The Graphic был разработан так, чтобы конкурировать с The Illustrated London News (основана в 1842 году), и в итоге газета стала её самым успешным конкурентом. Более ранние конкуренты, такие как Illustrated Times и Pictorial Times, либо не смогли выдержать конкуренцию, либо были объединены с ILN. Дизайн газеты нравился той же аудитории среднего класса, но The Graphic, как следует из её названия, специализировалась на иллюстрациях. С этой целью в ней работали одни из самых выдающихся художников того времени.
Так как создавать и печатать иллюстрации гораздо сложнее, чем печатать тексты, Томас постоянно искал пути совершенствования процесса печати. В итоге именно совершенствование технологических процессов и оборудования в конце 1880-х годов позволило Лусону Томасу реализовать давно задуманный проект — ежедневную иллюстрированную статью.

## The Daily Graphic
4 января 1890 года компания Лусона Томаса, HR Baines and Co., начала выпуск первой ежедневной иллюстрированной газеты в Англии, которая называлась The Daily Graphic. Она выходила до 16 октября 1926 года, когда была объединена с Daily Sketch . 

## Закрытие
Седьмой сын Лусона Томаса Джордж Холт Томас был директором газетной компании. Холт основал The Bystander, а затем Empire Imported, прежде чем закрыть газеты в 1906 году и сделать себе имя в авиационной промышленности.
С 15 августа 1932 года журнал Time сообщил об изменении названия на The National Graphic и назначении редактором Уильяма Бомона из Bystander, сменившего Алана Ботта.

### Комментарии
1. ↑  Не путать эту газету с её американской предшественницей под тем же именем Daily Graphic, публиковавшейся в 1873—1889 годах, которая стала первым американским иллюстрированным ежедневником.